# Nivernais

Flaga Nivernais

Nivernais (czyt. niwerné) – kraina historyczna w środkowej Francji.
Nivernais od IX wieku było hrabstwem ze stolicą w Nevers. Od końca XII w. we władaniu hrabiów Flandrii, 1384–1491 Burgundii, następnie książąt Kleve. Od 1539 księstwo. W latach 1565–1659 Nivernais było własnością rodu Gonzaga, od którego w 1659 r. wykupił je kardynał Mazarin i podarował swemu siostrzeńcowi Filipowi Julianowi Mancini. Nivernais pozostawało w rękach rodziny Mancinich do 1789 r. W roku 1669 przyłączone do Francji, po rewolucji francuskiej przekształcone w gubernatorstwo. Obecnie w swej głównej części wchodzi w skład departamentu Nièvre.

Prowincja Nivernais i obecne granice gmin.